# راشنة الدماغ الأرنبية
راشِنَةُ الدِّماغِ الأَرْنَبِيَّة (بالإنجليزية: Encephalitozoon cuniculi)‏ هي بوغيات ممرضة للثدييات تتوزع في جميع أنحاء العالم. تعتبر سبب مهم للأمراض العصبية والكلى في الأرانب كما يمكن أن تسبب أيضًا مرضًا لدى الأشخاص الذين يعانون من نقص المناعة .

## الاتهابات لدى الأرانب

### الأعراض السريرية

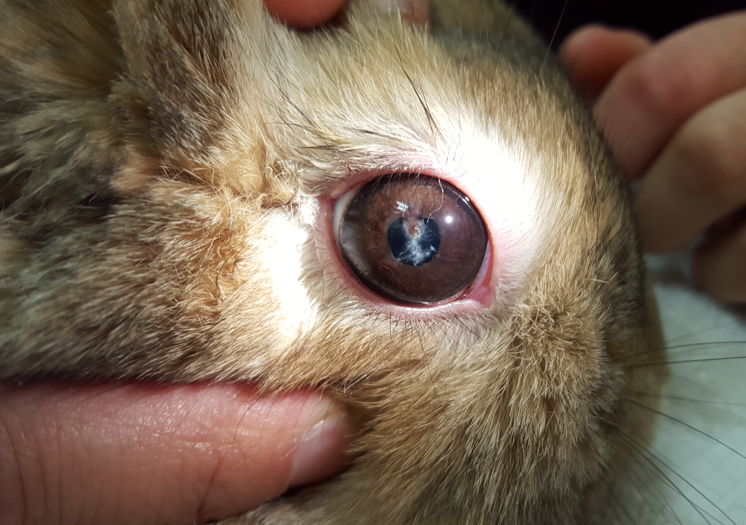
أرنب مع التهاب القزحية الناجم عن Encephalitozoon cuniculi

ما يصل إلى 80 ٪ من الأرانب في الولايات المتحدة وأوروبا إيجابية مصليًا لـ راشِنَةُ الدِّماغِ الأَرْنَبِيَّة مما يشير إلى أنهم تعرضوا لهذا الكائن الحي. تبقى معظم هذه الحيوانات بدون أعراض ولن تظهر عليها علامات المرض أبدًا باستثناء أقلية صغيرة من منها المصابة بمرض التهاب الجهاز العصبى الطفيلى (encephalitozoonosis). تشمل العلامات السريرية الأكثر شيوعًا المرتبطة بهذا المرض الجهاز العصبي المركزي والعينين والكلى. 
تظهر معظم الأرانب ذات العلامات العصبية ضعفًا في الجهاز الدهليزي فقط. غالبًا ما تظهر الأعراض فجأة ، وتشمل إمالة الرأس ، والرنح ، والرأرأة ، والدوران. تبقى معظم هذه الحيوانات على دراية بمحيطها وتأكل على الرغم من فقدان توازنها. الأرانب الأكثر تضرراً مثل تلك التي لم تعد قادرة على الوقوف يكون لها تشخيص أسوأ. 
تسبب عدوى راشِنَةُ الدِّماغِ الأَرْنَبِيَّة في العين تكوين الساد ، وتكتل داخل العين البيضاء والتهاب القزحية. تحدث الأعراض عادةً في الأرانب الصغيرة حيث تتأثر عين واحدة فقط. عادة ما تكون الأرانب المصابة بآفات عينية مرتبطة بداء الدماغ بصحة جيدة وتتحمل فقدان البصر جيدًا. 
تميل راشِنَةُ الدِّماغِ الأَرْنَبِيَّة إلى الكلى ويمكن أن تسبب الفشل الكلوي المزمن أو الحاد. تشمل أعراض القصور الكلوي زيادة استهلاك الماء وزيادة كمية البول وفقدان الشهية وفقدان الوزن والخمول والجفاف. الحالات الأكثر اعتدالًا لا تسبب أعراضًا وقد تكون علامات العدوى نتيجة عرضية في التشريح . 